# Ludwig Halauska

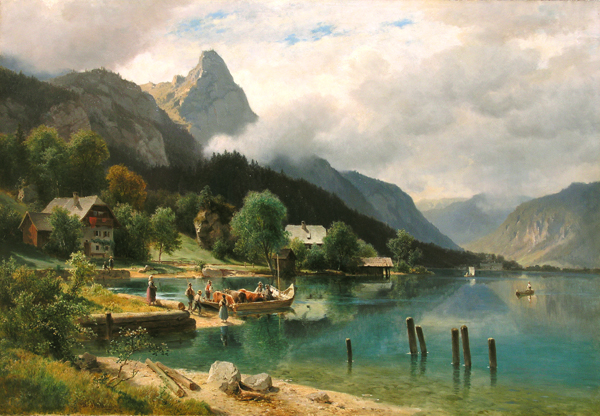
Weißenbach am Attersee, 1872.

Ludwig Halauska, né le 24 septembre 1827 à Waidhofen an der Ybbs et mort le 29 avril 1882 à Vienne, est un peintre autrichien.

## Biographie
Ludwig Halauska fréquente le lycée de l'Abbaye de Seitenstetten, puis étudie à l'Académie des Beaux-Arts de Vienne sous la direction de Thomas Ender et de Franz Steinfeld.
Il apporte son premier tableau intitulé Das Flussufer bei Waidhofen an der Ybbs (50 fl.), à l'exposition académique de 1850, et à partir de ce moment-là, on peut voir ses peintures de paysages assez régulièrement aux expositions de la Société d'art autrichienne.
Il peint principalement des paysages de Basse-Autriche, des régions alpines autrichiennes et du Salzkammergut. Dans sa dernière période créative, il s' approche du style de peinture de l'impressionnisme d'humeur autrichien.
Ludwig Halauska meurt le 29 avril 1882 à Vienne.

## Hommage
En 1957, la Halauskagasse de Vienne-Liesing est baptisée de son nom. 

## Œuvres
- Calm Lake (1864)[2].
- Morning in the Mountains (1865)[2].
- Church Ruin in Evening Light (1866)[2].
- Old Earth work near Landeck (1867)[2].
- Austrian Art Union[2].
- Moutain-Brook  in Storm (1868)[2].
- Après la pluie, Mosio, Basse Autriche, 1880, Musée Condé, Chantilly[3]